# Осада Новгорода-Северского (1632)
Осада Новгорода-Северского — событие Смоленской войны. В рамках северского похода русского войска в декабре 1632 года был осаждён и взят Новгород-Северский.

## Предыстория
После начала боевых действий летом 1632 года, в Северскую землю, утраченную Россией по Деулинскому перемирию 1618 года, выступило несколько отрядов из Брянска и Севска. Брянский отряд во главе с Никитой Оладьиным и Пауком Львовым взял 17 ноября Почеп и сформировал в нём гарнизон, который отбил попытку поляков вернуть город. Севчане во главе с Григорием Ферапонтовым и Афанасием Никитиным, разбив поляков близ Карачева, после двухнедельной осады взяли 5 декабря хорошо укреплённую крепость Трубчевск, вотчину князей Трубецких.

## Ход осады
Ещё один отряд во главе с Баимом Болтиным и Иваном Еропкиным выступил из Севска в сторону Новгорода-Северского, контроль над которым означал контроль над значительной частью бассейна Десны. Новгород-Северская крепость по гарнизону и фортификации была второй по величине крепостью Северской земли после Черниговской. Гарнизон насчитывал около 600 человек, среди которых была польская шляхта, запорожские казаки и другие. Во главе гарнизона стоял капитан Ян Кунинский. Наряд гарнизона состоял из 30 орудий. Русские жители города, измены которых боялся Кунинский, были помещены в костёл под охраной запорожцев.
Русскому авангарду удалось выиграть бой у конного отряда поляков в предместьях Новгорода-Северского. Затем к городу подошли основные силы и осадили его 5 декабря, став в посаде за земляным валом. Вылазки гарнизона 7 и 10 декабря были отбиты. Болтину удалось овладеть костёлом, где сидели русские заложники. Осада осложнялась отсутствием у русского отряда артиллерии. Тем временем, Кунинскому удалось послать гонцов в соседние города за помощью. Обещая её прибытие в течение месяца он призывал горожан к дальнейшему сопротивлению.
Между 20 и 22 декабря Болтин получил подкрепление из Путивля. 25 декабря гарнизон препринял ещё одну неудачную вылазку по льду Десны. Болтин, наконец, поверил в возможность штурма города без артиллерии. 30 декабря в четыре часа ночи он был осуществлён. Русские пошли на штурм, в ходе которого им удалось зажечь южную Иерусалимскую башню, от которой загорелась вся крепость. Штурм завершился взятием города. Часть защитников, в том числе Кунинский, попыталась бежать дорогой на Стародуб, однако были перехвачены. Около 400 защитников Новгорода-Северского было пленено и отправлено в Москву.

## После осады
Последовало нападение на город поляков и запорожских казаков, которое было отбито занявшими город русскими воинами. Боярский сын Афанасий Никитин совершил вылазку, в ходе которой отогнал осаждающих от города. После взятия города воеводам Еропкину и Болтину поступил приказ срубить на месте сгоревшего новый острог, чтобы обеспечить обороноспособность города. Баим Болтин был награждён собольею шубою на золотой парче, кубком да придачею к окладу поместному и денежному. В феврале 1633 года Баим Болтин был назначен царским указом первым воеводой в Новгороде-Северском, вторым воеводой был назначен Иван Бобрищев-Пушкин.
За взятием Новгорода-Северского последовал успешной поход Еропкина под Стародуб, который был взят после осады. Таким образом, в ходе Северского похода была отвоёвана большая часть утраченной Русским царством Северской земли. Однако из-за неудачной осады Смоленска Россия в конечном итоге подписала Поляновский мир, по которому Северская земля вновь отошла к Речи Посполитой. Новгород-Северский вернулся в состав России в 1654 году, но уже как часть Гетманщины.